# James Parkinson
James Parkinson FGS (n. 11 aprilie 1755, Greater London, Anglia, Regatul Marii Britanii – d. 21 decembrie 1824, Greater London, Anglia, Regatul Unit al Marii Britanii și Irlandei) a fost un chirurg englez, apotecar, geolog, paleontolog și activist politic.  
El este cel mai bine cunoscut pentru lucrarea sa din 1817 An Essay on the Shaking Palsy, în care a fost primul care a descris „paralizie agitătoare”, o afecțiune care mai târziu va fi redenumită boala Parkinson de Jean-Martin Charcot.

## Biografie

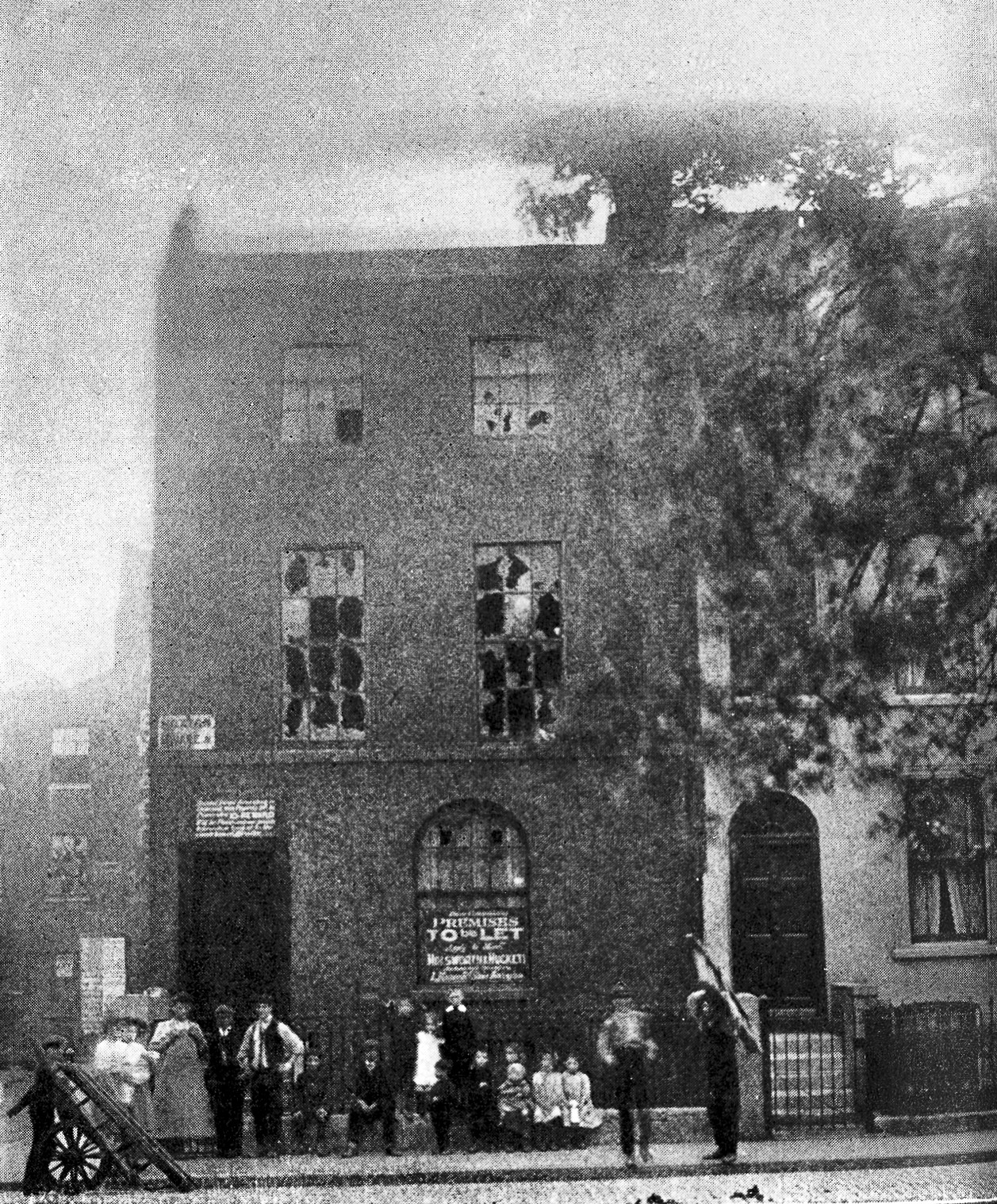
Casa și biroul lui Parkinson la 1 Hoxton Square

James Parkinson s-a născut pe 11 aprilie 1755 în Shoreditch, Londra, Anglia. Era fiul lui John Parkinson, un apotecar și chirurg care practica în Hoxton Square din Londra și cel mai mare dintre cei cinci frați, inclusiv fratele său William și sora sa Mary Sedgwick. În 1784, Parkinson a fost aprobat de City of London Corporation ca chirurg.
La 21 mai 1783, s-a căsătorit cu Mary Dale, cu care a avut ulterior opt copii; doi nu au supraviețuit dincolo de copilărie. La scurt timp după ce s-a căsătorit, Parkinson i-a succedat tatălui său în practica sa din 1 Hoxton Square.

## Politică
Pe lângă practica medicală înfloritoare, Parkinson a avut un interes avid pentru geologie și paleontologie, precum și pentru politica zilei.
Parkinson a fost un puternic susținător al celor defavorizați și un critic deschis al guvernului Pitt. Cariera sa timpurie a fost marcată de implicarea sa într-o varietate de cauze sociale și revoluționare, iar unii istorici cred că cel mai probabil a fost un susținător puternic al Revoluției Franceze. A publicat aproape 20 de pamflete politice în perioada post-Revoluția Franceză, în timp ce Marea Britanie era în haos politic. Scriind sub propriul nume și pseudonimul „Bătrânul Hubert”, el a cerut reforme sociale radicale și vot universal.
Parkinson a cerut reprezentarea poporului în Camera Comunelor, instituția parlamentelor anuale. A fost membru al mai multor societăți politice secrete, printre care London Corresponding Society și Society for Constitutional Information. În 1794, calitatea sa de membru al organizației l-a determinat să fie examinat sub jurământ în fața William Pitt și a Consiliului Privat pentru a depune mărturie despre un complot fals de asasinare a Regelui George al III-lea. El a refuzat să depună mărturie cu privire la rolul său în Complotul Pistol cu dop până când a fost sigur că nu va fi forțat să se incrimineze. Planul era să folosească o săgeată otrăvită trasă dintr-un pistol cu dop pentru a termina domnia regelui prematur. Nu au fost aduse acuzații împotriva lui Parkinson, dar câțiva dintre prietenii săi au rămas în închisoare mai multe luni înainte de a fi achitați.

## Medicină

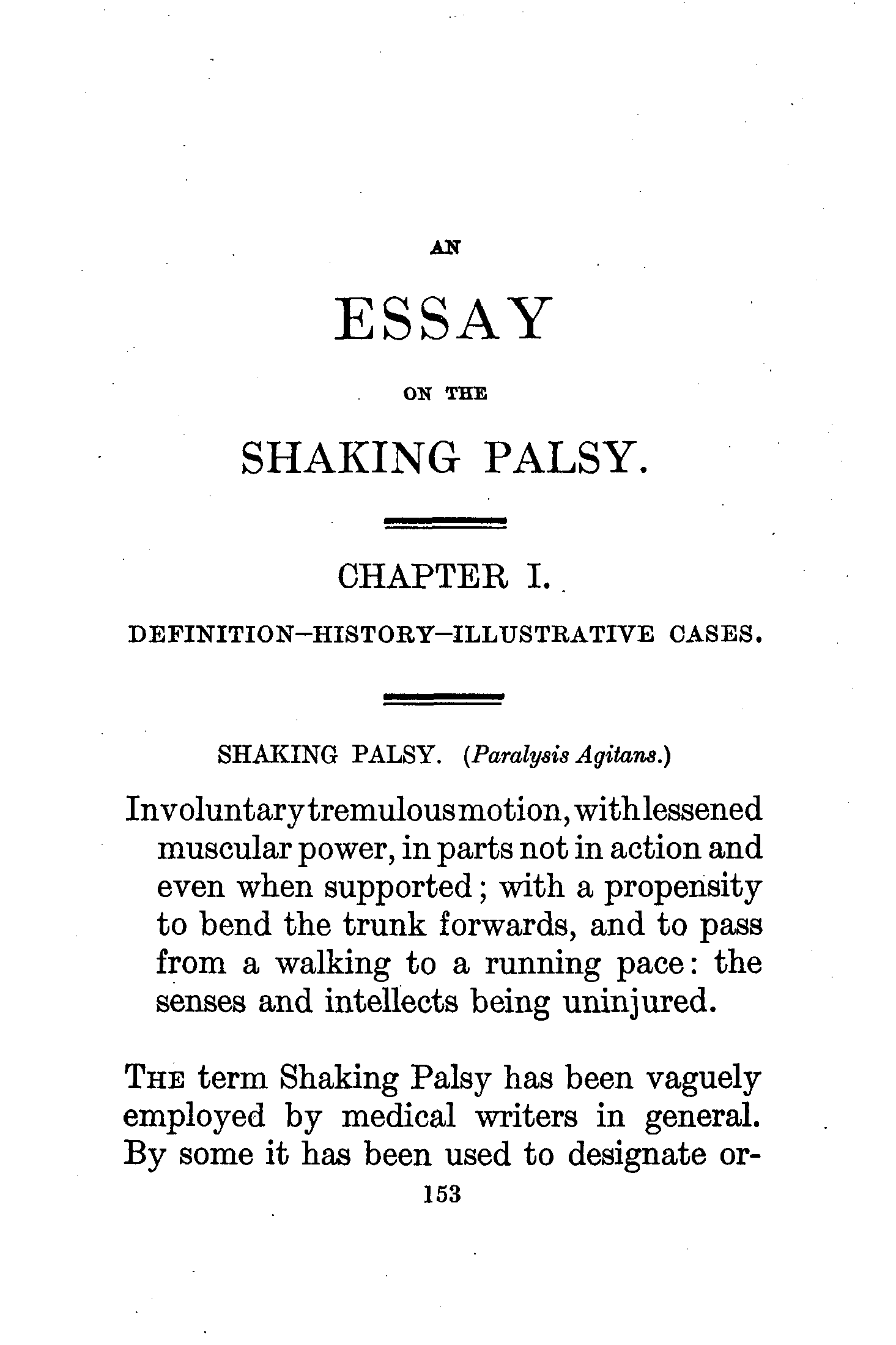
Prima pagină a eseului clasic al lui Parkinson despre paralizia tremurătoare

Parkinson a renunțat la cariera politică tumultoasă și, între 1799 și 1807, a publicat mai multe lucrări medicale, inclusiv o lucrare despre gută în 1805. El a fost, de asemenea, responsabil pentru scrierile timpurii despre apendicele perforate.
Parkinson a fost interesat de îmbunătățirea sănătății generale și a bunăstării populației. El a scris mai multe doctrine medicale care au relevat un zel pentru sănătatea și bunăstarea oamenilor, similar cu cel exprimat în activismul său politic. A fost un cruciat pentru protecția legală a bolnavilor mintal, precum și a medicilor și familiilor acestora.
În 1812, Parkinson și-a asistat fiul cu primul caz descris de apendicită în limba engleză și primul caz în care s-a demonstrat că perforația este cauza morții.
El credea că orice chirurg valoros ar trebui să cunoască stenografie, la care era expert.

## Boala Parkinson
Parkinson a fost prima persoană care a descris sistematic șase indivizi cu simptome ale bolii care îi poartă numele. In An Essay on the Shaking Palsy (1817), el a relatat despre trei dintre propriii săi pacienți și despre trei persoane pe care le-a văzut pe stradă. El s-a referit la boala care mai târziu avea să-i poarte numele ca paralizie agitatoare sau paralizie tremurătoare. El a făcut distincția între tremurul în repaus și tremurul cu mișcare. Jean-Martin Charcot a inventat termenul „boala Parkinson” aproximativ 60 de ani mai târziu.
Parkinson a sugerat în mod eronat că tremorurile la acești pacienți se datorau leziunilor la nivelul măduvei spinării cervicale.